# Empatógeno-entactógeno

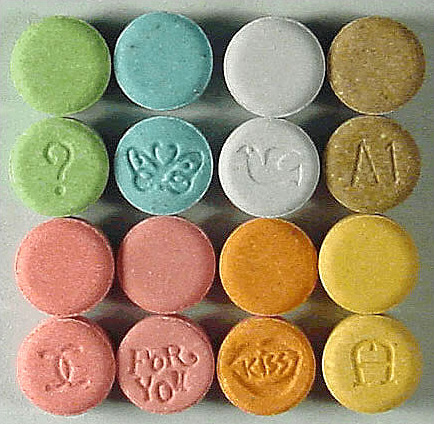
Pastillas de MDMA, a también llamado "Éxtasis" o "E"

Los términos empatógeno y entactógeno son términos usados para designar a una subclase de substancias psicoativas que producen efectos emocionales y sociales similares a aquellos producidos por el MDMA (Éxtasis).
El término empatógeno fue acuñado en 1983 por el investigador estadounidense Ralph Metzner para designar los agentes químicos que inducen la sensación de empatía. Entactógeno fue acuñado por David E. Nichols como una alternativa a "empatógeno", tratando de evitar la asociación indebida de la misma con la connotación negativa relacionada con la raíz griega "pathos" (sufrimiento). Nichols también pensaba que la palabra era limitante, y que no cubría otros usos terapéuticos de los fármacos que van más allá de infundir sentimientos de empatía. La palabra "entactógeno" se deriva de la raíz "en" (griego: dentro), "Tactus" (latín: táctil) y "gen" (griego: producto) (Nichols, 1986: 308). Ninguno de los términos es dominante en el uso, y, a pesar de su diferencia en la connotación, son esencialmente intercambiables, ya que se refieren precisamente a los mismos productos químicos.

## Efectos psicológicos
Estos fármacos parecen producir un espectro diferente de efectos psicológicos respecto a los principales estimulantes, como la metanfetamina y la anfetamina, o la de las principales drogas psicodélicas, como el LSD o la psilocibina. Tal como se deduce de los nombres de las categorías, los usuarios de empatógenos dicen que las drogas producen a menudo sentimientos de empatía, amor y cercanía emocional con los demás. Lo cual no quiere decir que el LSD o la psilocibina son incapaces de producir este tipo de respuestas, sino más bien que no están tan caracterizadas específicamente por estas cualidades. Sin embargo, ha habido muy pocas comparaciones preliminares de estos diferentes fármacos en seres humanos en estudios de laboratorio adecuadamente controlados.